# 劉台
劉台（1465年2月18日—1554年12月28日），字衡仲，號是闲（一作是閒），四川重慶府巴縣人，明朝政治人物。弘治壬子解元，丙辰進士。官至廣東參政。

## 生平
弘治五年（1492年），四川鄉舉第一，弘治九年（1496年）中式丙辰科三甲進士。初授直隸濬縣知縣，召補禮部儀制司主事，調吏部稽勛、文選司，升考功司員外郎。
正德初，忤逆權閹劉瑾，左遷泰州同知。歷官廣西提學、雲南左參政，正德九年（1514年），任廣東布政使司左參政，正德十三年（1518年）致仕。居林下四十年，嘉靖三十三年（1554年）十二月初五日卒，享年九十。

## 家族
劉台與胞兄劉春並有文名，兄弟皆解元。當時世人艷稱之。劉台善于詩文，尤長小令。
劉台配蹇氏，誥封宜人，其「曾大父」為「太師蹇忠定公」。

## 轶事
刘春、刘台兄弟相繼中式解元，再举进士，一时传为美谈。杨廷和曾作七律《赠刘春刘台》：“君家兄弟好文章，经学渊源有义方。夺锦两刊乡试录，凌元双立解元坊。大苏气节古来少，小宋才名天下香。从此圣朝添故事，巴山草木也生光。”

## 墓葬
劉台墓碑書「明大中大夫廣東布政使左參政劉是間墓」。妻蹇氏先於劉台卒，劉台撰《誥封宜人劉母蹇氏墓志銘》，原石今藏重慶中國三峽博物館。嘉靖三十六丁巳年，劉台與宜人蹇氏合葬於巴縣柳市大地壩蹇氏墓。